# Jack Edwards (Cricketspieler, 1860)
John Dunlop Edwards (bekannt als Jack Edwards; * 12. Juni 1860 in Melbourne, Australien; † 31. Juli 1911 ebenda) war ein australischer Cricketspieler, der 1888 für die australische Nationalmannschaft spielte.

## Kindheit und Ausbildung
Edwards besuchte das Wesley College.

## Aktive Karriere
Edwards gab sein First-Class-Debüt in der Saison 1880/81 und spielte in der Folge für  Victoria. In der Saison 1888 wurde er für die Nationalmannschaft nominiert und reiste unter Kapitän Percy McDonnell nach England. Dort gab er sein Test-Debüt und war an allen drei Tests der Serie beteiligt. Seine besten Leistungen als Batter waren 26 Runs im zweiten Spiel der Serie. Sein letztes First-Class-Spiel absolvierte er in der Saison 1889/90.

## Nach der aktiven Karriere
Abseits des Crickets arbeitete er bei der Bank of New South Wales in Bendigo. Er verstarb nach langer Krankheit im Juli 1911 im Alter von 51 Jahren.